# A560-as autópálya (Németország)
Az A560-as autópálya (németül: Bundesautobahn 560) egy autópálya Németországban. Hossza 13 km.